# 李麟 (景泰進士)
李麟（1426年—？），字文瑞，山東兗州府鉅野縣人，民籍，明朝政治人物。進士出身。

## 生平
山東鄉試第三十九名。景泰五年（1454年）甲戌科會試第二百四十名，殿試登進士第三甲第一百一十三名。

## 家族
曾祖李和□。祖父李均美。父亲李玘，曾任大使。